# Starfighter-Affäre

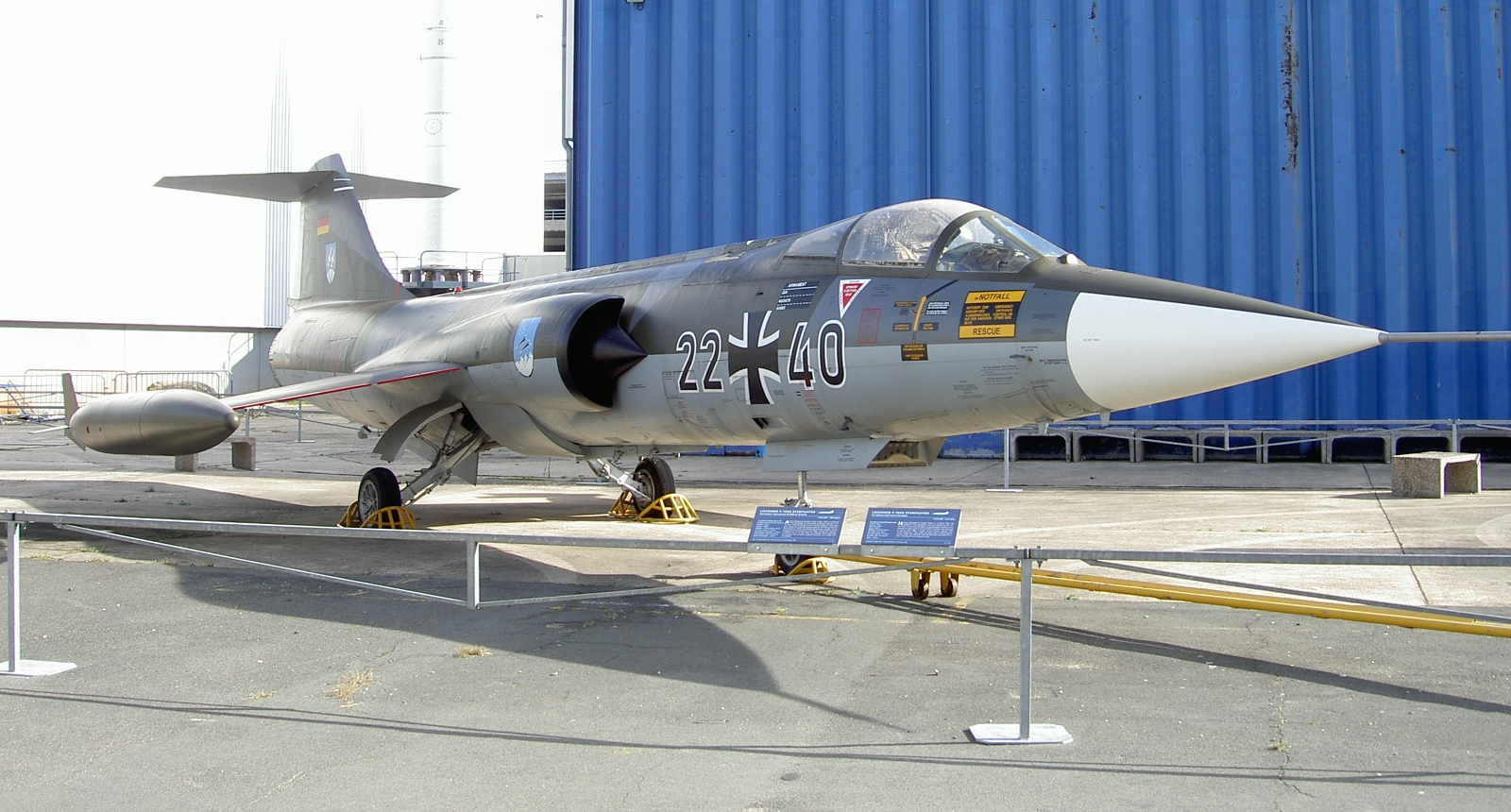
Lockheed F-104G „Starfighter“

Die Starfighter-Affäre als Teil des internationalen Lockheed-Skandals war eine politische Affäre in der Bundesrepublik Deutschland, die sich aufgrund der Umstände der Beschaffung des Kampfflugzeugs Lockheed F-104 „Starfighter“ für die Bundeswehr entwickelte. Im Kern betraf die Affäre zwei miteinander verbundene Aspekte. Einerseits wurde hinterfragt, warum die Bundeswehr unter Verteidigungsminister Franz Josef Strauß entgegen dem Rat einiger Experten ein offensichtlich unausgereiftes Flugzeug in großen Stückzahlen bestellt hatte, und zum anderen stellte sich folgerichtig die Frage, ob bei der Beschaffung – wie in anderen Ländern auch – Korruption im Spiel war. Strauß konnte keine Vorteilsannahme im Zusammenhang mit der Beschaffung des „Starfighters“ nachgewiesen werden.
Ein weiterer Aspekt des Skandals war die extrem hohe Absturzrate des Starfighters. Von den 916 von der Bundeswehr beschafften F-104 stürzten 292 und somit fast ein Drittel ab, wobei 116 Piloten ums Leben kamen.
Bereits bei der Generalprobe für die feierliche Einführung des Starfighters 1962 stürzte die aus vier F-104 bestehende Kunstflugstaffel ab.
In der Hochphase des Skandals 1965/66 stürzten innerhalb von 18 Monaten 44 F-104 ab.
1991 wurde der letzte Starfighter in Deutschland außer Dienst gestellt.

## Geschichte
Die Luftwaffe der Bundeswehr hatte 1957 bei der Suche nach einem modernen überschallschnellen Abfangjäger die Wahl zwischen den US-amerikanischen Maschinen Lockheed F-104 „Starfighter“ (Höchstgeschwindigkeit der Rekordversion etwa 2260 km/h), der Grumman F11F „Tiger“ (Höchstgeschwindigkeit etwa 1170 km/h), der französischen „Mirage III“ (Höchstgeschwindigkeit etwa 2150 km/h) und der noch in der Planungsphase befindlichen britischen Saunders-Roe SR.177 (P177) (Höchstgeschwindigkeit etwa 2400 km/h). Laut Generalleutnant Josef Kammhuber, vom 1. Juni 1957 bis zum 30. September 1962
Inspekteur der Luftwaffe, wurde ein Allwetter-Jäger benötigt, der idealerweise mit einer sehr kurzen Startbahn auskommen und eine Mach-Zahl von über 2 erreichen sollte, um überschallfähige sowjetische Bomber wie die Mjassischtschew M-50 wirksam bekämpfen zu können. Ein derartiges Flugzeug existierte Ende der 1950er-Jahre nicht. Im Auftrage Kammhubers führte Walter Krupinski im Dezember 1957 Vergleichsflüge der beiden amerikanischen Muster in den USA und im Mai 1958 in Villaroche mit der Mirage durch. Krupinski empfahl aufgrund dieser Tests die Beschaffung der F-104. Auch Kammhuber favorisierte den „Starfighter“.
Auf diese Empfehlung hin schlug Bundesverteidigungsminister Franz Josef Strauß gegen den Rat einiger Experten den „Starfighter“ als zukünftigen Abfangjäger vor. Strauß zielte mit seiner raschen Entscheidung auch auf eine Förderung der Luftfahrtindustrie im Süden Deutschlands ab, die den Großteil der Kampfflugzeuge in Lizenz bauen sollte. Weiterhin wollte er über die im NATO-Auftrag geplante Bewaffnung der Flugzeuge mit US-Atombomben die nukleare Teilhabe der Bundesrepublik sicherstellen. Im Oktober 1958 informierte Strauß Lockheed, dass er sich für den „Starfighter“ entschieden habe. Nach zweitägigen Beratungen stimmte der Verteidigungsausschuss des Deutschen Bundestages am 6. November 1958 einstimmig der „[…] Beschaffung des Flugzeugtyps F 104 (Lockheed ‚Starfighter‘) vorbehaltlich einer befriedigenden Lösung der preislichen und lizenzrechtlichen Fragen“ zu.

## Mängel
Bereits vor Indienststellung versuchte man, bei den Prototypen aufgetretene gravierende Mängel zu beheben. Dazu bekamen die Prototypen der deutschen Version einen verstärkten Rumpf, ein anderes Triebwerk und eine komplett überarbeitete Navigationsausrüstung, was die Maschine schwerer und komplizierter machte. Obwohl von vornherein klar sein musste, dass man viel Geld für ein eigentlich nicht ausgereiftes Flugzeug ausgab, kam es schließlich zur Bestellung der F-104G.
Bei der Indienststellung der ersten F-104G im Februar 1960 zeigten sich eklatante Mängel hinsichtlich Fertigungsqualität und elementarer Funktionen. Die Mängel waren zum Teil durch Konstruktionsfehler bedingt, einige konnten nie behoben werden und zogen sich durch die gesamte Betriebsdauer des Starfighters.
Als erstes stellte man fest, dass einige Instrumente im Cockpit nicht funktionsfähig waren. Dies wurde reklamiert und später auch behoben. Am 21. Februar 1962 überführte Oberleutnant Schultz die erste F-104F zum Jagdbombergeschwader 31 „Boelcke“ auf den Fliegerhorst Nörvenich. Am 22. Mai kam es durch den Ausfall des Nachbrenners zum ersten tödlichen Unfall in Deutschland. Auch zuvor war es im Testbetrieb zu Triebwerksausfällen und zu einem Bruch des Bugfahrwerks gekommen, was auf einem Konstruktionsmangel beruhte.
Bis zum Juni 1962 waren genügend F-104 beschafft, um das erste Geschwader bilden zu können. Aus diesem Anlass sollten in Nörvenich am 20. Juni eine Feierstunde und ein Flugtag mit Kunstflugdarbietungen einer F-104F-Staffel mit vier Flugzeugen stattfinden. Am 19. Juni 1962, einen Tag vor der geplanten Veranstaltung, kam es aufgrund eines Pilotenfehlers zum Unfall der vier F-104, bei dem  alle vier Piloten der Kunstflugstaffel ums Leben kamen. Dieses war innerhalb weniger Wochen der zweite tödliche Unfall mit Starfightern in Deutschland. Die für den 20. Juni geplante Flugschau wurde abgesagt. Trotzdem erfolgte am 20. Juni die offizielle Indienststellung der F-104G beim Geschwader „Boelcke“.
Allein 1965 ereigneten sich 27 Starfighter-Unfälle mit 17 Toten. Nach weiteren, teilweise tödlichen Unfällen erhielt die gesamte F-104-Flotte der Luftwaffe im selben Jahr zweimal ein völliges Startverbot („aircraft grounding“). Diverse Maßnahmen hatten nicht den Erfolg, den Jet in einen dauerhaft flugsicheren Zustand zu bringen – zumindest nicht in der gelieferten Version mit amerikanischer Technik.

## Lockheed-Skandal
Noch bevor weitere Unfälle geschahen, ergaben sich für den ehemaligen Verteidigungsminister Franz Josef Strauß ernsthafte Probleme aufgrund des „Starfighters“. Nach Enthüllungen des Nachrichtenmagazins Der Spiegel 1966 interessierte sich die Öffentlichkeit plötzlich für die Umstände des Vertragsabschlusses mit Lockheed – vor allem wurde die Frage gestellt, warum nicht die technisch eindeutig bessere Mirage III gekauft worden war.
Es wurde bekannt, dass Strauß als Verfechter der atomaren Aufrüstung Deutschlands ein Flugzeug haben wollte, das Atomwaffen „bis zum Ural“ tragen konnte. Jedoch war Paris nicht zu einem deutsch-französischen atomaren Bündnis bereit. Die Amerikaner dagegen versprachen Strauß, im Ernstfall auch nukleare Sprengköpfe zur Verfügung zu stellen. Es war außerdem bekannt, dass Lockheed beim Export des „Starfighter“ in andere Länder Schmiergeld an höchste Regierungsvertreter gezahlt hatte. Da auch Strauß vor seinem Besuch bei Lockheed noch die Mirage favorisierte und sich nach seiner Rückkehr für die F-104 aussprach, kam schnell der Verdacht auf, dass er bestochen worden sei (siehe Lockheed-Skandal). Ein entsprechender Untersuchungsausschuss des Bundestags kam zu dem Schluss, dass sich eine Bestechung nicht nachweisen ließ. Der Vorwurf wurde daher fallengelassen.
Am 25. August 1966 entließ Verteidigungsminister Kai-Uwe von Hassel den Inspekteur der Luftwaffe, Generalleutnant Werner Panitzki, auf dessen Wunsch, da dieser in einem Interview die Beschaffung des Kampfflugzeugs als eine „rein politische Entscheidung“ kritisiert hatte. Ebenso schied der Kommodore des Jagdgeschwaders 71 „Richthofen“, Erich Hartmann, aus, der sich auch vehement gegen die „Starfighter“ ausgesprochen hatte.
Grund für die häufigen Abstürze und den Tod zahlreicher Piloten blieben weiterhin Ausfälle und Defekte in allen Bereichen des Flugzeuges. Vor allem Elektronik, Triebwerk und damit verbunden die Hydraulik sorgten für Probleme, Mängel an der Rettungsausrüstung wurden nicht umgehend beseitigt. Als Ursachen hierfür sind mehrere Faktoren zu nennen:
- Personalmangel: Der Starfighter wurde innerhalb weniger Jahre bei der gesamten Luftwaffe und später auch den Marinefliegern eingeführt. Piloten wie auch Mechaniker waren einem enormen Umschulungsstress ausgesetzt. Zudem war aufgrund des Wirtschaftswunders und des erst kurz zurückliegenden Krieges die Bundeswehr kein attraktiver Arbeitsplatz, weshalb rund 10.000 Mechaniker fehlten. Seitens der Luftwaffe wurde teilweise sogar angeordnet, spezielle Komponenten nicht mehr routinemäßig zu warten, sondern erst bei festgestellten Fehlern zu reparieren, da die Mechaniker regelmäßig Fehler bei der Wartung machten.
- Unterschiedliche Versionen: Die einzelnen Maschinen unterschieden sich bereits ab Werk in Bezug auf Elektronik, Software und sonstiger Ausrüstung. Durch die später zur Behebung von Fehlern und Erhöhung der Flugsicherheit durchgeführten Änderungen vergrößerten sich die Unterschiede und führten zu noch mehr Verwirrung.
- Infrastruktur: Die meisten Fliegerhorste der Luftwaffe waren zum Zeitpunkt der Auslieferung des Starfighters noch im Bau. Es gab vielerorts nur einen großen Wartungshangar, die so genannte „Werft“. Die Flugzeuge standen so mehr oder weniger das ganze Jahr im Freien und waren Wind, Wetter, Hitze und Kälte ausgesetzt, was die Elektronik stark belastete.
- Falsche Bauteile: Aus Kostengründen wurden durch die europäischen Hersteller viele Bauteile anders gefertigt als von Lockheed vorgesehen. Hydraulikleitungen wurden so beispielsweise nicht gebogen, sondern geknickt oder geschweißt.
- Vogelschlag, schlechtes Wetter, Grundberührung sowie Kollisionen mit anderen Flugzeugen waren ebenfalls für viele Abstürze verantwortlich.
- Auslegung: Der Starfighter wurde im Auftrag der US Air Force als Mach-2 schneller Tag-Abfangjäger für große Höhen entwickelt. Die Konstruktion war weder für das mitteleuropäische Wetter noch die bei der Bundeswehr unter anderem vorgesehene Verwendung als Jagdbomber geeignet. Dies zeigte sich auch bei dem kurzen Einsatz von Starfightern im Rahmen des Vietnamkrieges 1965 bis 1967.
- Rettungsausrüstung See: Beim Eintauchen ins Wasser konnte der aufgeblasene Kragen und das Rettungsboot von der Schwimmweste abreißen, die Verschlüsse zur Trennung vom Fallschirm waren nur schwer zu lösen. Zur Rettung auf See wurden die Piloten erst nach 1966 mit Seefunkgeräten und Notradio ausgerüstet und das Überleben auf See von allen Piloten trainiert.[16]

Anfang 1966 hatte der Luftwaffeninspekteur Panitzki zusammen mit dem Sonderbeauftragten für das Waffensystem F-104 Generalmajor Dietrich Hrabak zahlreiche Einzelmaßnahmen zur Verbesserung definiert. Der Umsetzung stand jedoch die Bürokratie im Wege. Der Nachfolger als Luftwaffeninspekteur General Johannes Steinhoff erhielt im Herbst 1966 die erforderlichen Vollmachten für einen Umbau der Luftwaffe. Der umfasste unter anderem die Einführung eines technischen Gefechtsstandes in den Geschwadern, die Zentralisierung der Logistik auf Verbandsebene und die Verbesserung der Techniker-Ausbildung.
Bei manchen Piloten war das Flugzeug trotz der vielen Abstürze aufgrund seiner Steig- und allgemeinen Flugleistungen beliebt. In der Öffentlichkeit hingegen behielt die Maschine bis zur endgültigen Ausmusterung ihren schlechten Ruf und wurde u. a. als Witwenmacher bezeichnet. Bis 1991 waren 916 Starfighter bei der Bundeswehr im Einsatz, 300 gingen durch Unfälle verloren, davon 269 durch Abstürze. Einschließlich des letzten Unfalls im Jahr 1984 verunglückten 116 Piloten tödlich (108 Deutsche und acht US-Amerikaner).
Der Anwalt Melvin Belli vertrat die „Starfighterwitwen“ per Sammelklage in den USA und erstritt 7 Millionen US-Dollar.

## Künstlerische Rezeption

### Film
- Der Tod war schneller – die Starfighter-Affäre (NDR, 1998)
- Starfighter – Mit Hightech in den Tod (ARTE, 2008)
- Starfighter – Sie wollten den Himmel erobern (RTL, 2015)

### Musik
- Der britische Musiker Robert Calvert veröffentlichte 1974 eine LP unter dem Namen Captain Lockheed And The Starfighters, auf der er sich ausgiebig mit dem Thema beschäftigte und die Affäre als Aero-Spaceage Inferno (Songtitel) bezeichnete.
- Die deutsche Elektroband Welle: Erdball hat in ihrem Song Starfighter F-104G dem Tod des Oberleutnants zur See Joachim von Hassel, des Sohns von Kai-Uwe von Hassel, ein Denkmal gesetzt.
- In seinem Kinderlied „Hänschen in der Schule“, in dem ein Starfighter gleich neben dem Schulgebäude abstürzt, lässt der Künstler Fredrik Vahle die Kinder kritisch hinterfragen, warum die Bundesregierung Geld für Rüstung ausgibt, während Schulen verrotten. Das Lied erschien 1973 auf der LP „Die Rübe“. (Zum Text)

## Trivia
Hauptmann Siegfried Heltzels Notlandung in Nörvenich von 1965 fand nachträglich 1988 Eingang ins Guinness-Buch der Rekorde, da die Landegeschwindigkeit mit 435 km/h die höchste Geschwindigkeit war, mit der je ein Flugzeug erfolgreich aufgesetzt wurde.